# Andreas Strobel
Andreas Strobel (* 13. Mai 1972 in Selb) ist ein deutscher Skibergsteiger und Radsportler. Er ist Mitglied in der deutschen Nationalmannschaft Skibergsteigen und war 2008 Deutscher Meister im Vertical Race.

## Skibergsteigen
Nachdem er bereits 2006 den 4. Platz bei der Deutschen Meisterschaft Skibergsteigen belegte, gelang es ihm ein Jahr darauf, den 2. Platz im Vertical Race bei der Deutschen Meisterschaft im Skibergsteigen zu erzielen. 2007 belegte er beim Dammkarwurm den zweiten Platz. 2008 wurde er Deutscher Meister im Vertical Race, belegte sowohl im Einzel als auch im Team den 3. Platz bei der Deutschen Meisterschaft Skibergsteigen und wurde erzielte in der Herrenstaffel mit Toni Steurer, Stefan Klinger und Konrad Lex bei der Weltmeisterschaft Skibergsteigen Staffel den 6. Platz. 2009 konnte er seinen Meistertitel im Vertical Race nicht verteidigen und erreichte bei der Deutschen Meisterschaft am Hochgrat den zweiten Platz.

## Mountainbiking
Mit dem Radsport begann er 1991, ursprünglich zum Konditionstraining für das Expeditionsbergsteigen in Südamerika. Nachdem er 1997 bei der „Ronda Extrema“ beim Gardasee MTB-Marathon mitfuhr und einen der hintersten Plätze belegte, begann er gezielter für diese Sportart zu trainieren.
Zu seinen größten Erfolgen zählen erste Plätze im Mountainbiking beim Transrockies-Rennen 2003, bei der Transcreta 2005 und bei den Bayerischen Meisterschaften 2004 und 2006 sowie 2004 bei der MV-Marathon-Serie. Beim „Cape Epic“-Rennen belegte er 2004 den zweiten Platz, bei der Bike Transalp 2003 sowie bei der Deutschen Meisterschaft im Mountainbike-Marathon 2004 die dritten Plätze, der Sieg beim Ritchey MTB Challenge 2006. Im Jahr 2007 siegte er beim Giro Dominicana. Beim Vaude Trans-Schwarzwald belegte er in den Jahren 2008 bis 2010 jeweils Rang zwei. Den Transalp beendete er 2008 und 2009 auf Platz drei und vier. Die Ritchey Serie gewann er in den Jahren 2007 bis 2012 ununterbrochen.